# Falsopseudomoxia
Falsopseudomoxia is een geslacht van kevers uit de familie spartelkevers (Mordellidae).

## Soorten
Het geslacht omvat de volgende soort:
- Falsopseudomoxia tertia Franciscolo, 1965